# Морские фации
Морски́е фа́ции — группа фаций в стратиграфии. Они составляют 90 % всех фаций.

## Характеристика
Для литоральных фаций характерны крупно- и среднеобломочные породы с битой ракушкой, с остатками прибрежной растительности (на низких берегах в тропических областях — торфяники) и хемогенные осадки в аридных климатических зонах. Для неритовой свойственны разнообразные терригенные и органогенные осадки. В этой зоне сосредоточено наибольшее количество донных организмов, обладающих или массивными раковинами, или панцирями, и организмов, плотно прикрепляющихся к скалам.
О глубинах бассейнов, в которых шло осадконакопление, могут рассказать аутигенные (образуются на месте возникновения горной породы) минералы (глауконит, фосфорит и др.).
Глауконитовые горные породы в современных водоёмах формируются на больших пространствах, образуют широкие полосы вблизи побережий Африки, Южной Америки и Австралии. Глубина отложения пород колеблется от десятков до сотен метров. Максимальное глауконитообразование приходится на глубины около 150—200 м, то есть на границе окислительной и восстановительной сред.
Определить глубину накопления морских осадков могут помочь и многие химические образования в морских илах, например кальцитовые оолиты. Массовые накопления кальцитовых оолитов зарегистрировано у пологих берегов аридных зон на глубинах от 0 до 10 м. Для батиальных фаций характерны разнообразные илы, для абиссальной — полигенные осадки.
Виды морских фаций:
- литоральные фации
- неритовые фации
- батиальные фации
- абиссальные отложения.